# Villa Beck

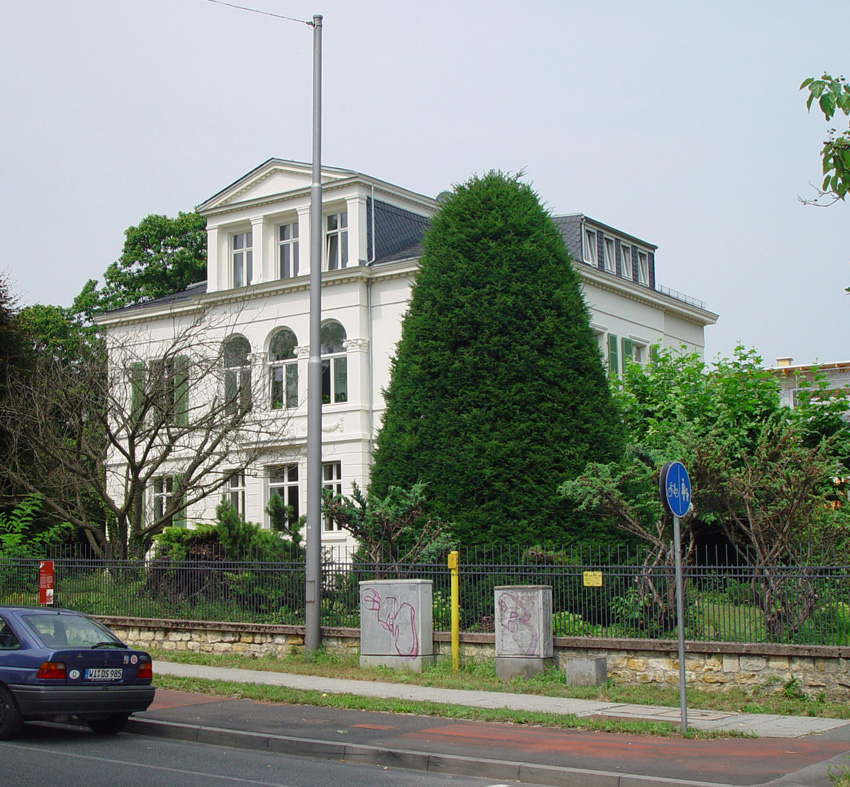
Villa Beck

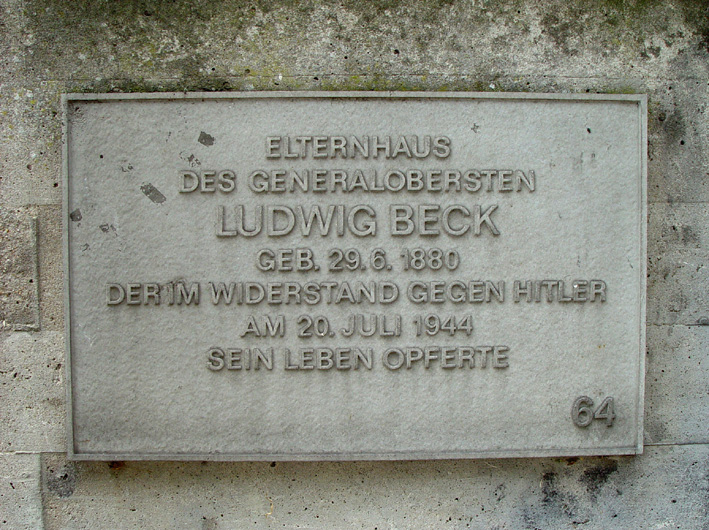
Hinweistafel auf Ludwig Beck an der Villa

Die Villa Beck in Wiesbaden-Biebrich, Rheingaustraße 138, wurde zwischen 1869 und 1872 vom Architekten Wilhelm Bogler entworfen. Ein erster Umbau erfolgte 1926 durch Karl Henrici, ein zweiter 2005 durch Hans-Peter Mallon.

## Geschichte
Bauherr der spätklassizistischen Villa war der Uhrenfabrikant Hubertus Kreitz, der hier seinen Lebensabend verbrachte. Er hatte sich 1837 in Sankt Petersburg niedergelassen, wo er durch die Herstellung kostbarer Kalenderuhren Weltruhm erlangte. Nach dessen Tod kaufte 1898 der Eisenhüttenfachmann und seit 1869 Inhaber der Nassauischen Rheinhütte, Ludwig Beck diese Villa. Hier vollendete er sein weltweit beachtetes fünfbändiges Hauptwerk Die Geschichte des Eisens. Der älteste seiner drei Söhne, Carl Beck, wurde Arzt, der jüngste, Wilhelm Beck, übernahm als Ingenieur 1908 die Geschäftsführung der Firma seines Vaters. Er wurde nach dessen Tod (1918) neuer Hausherr der Villa. Der mittlere der drei Söhne, Ludwig Beck, entschied sich 1898 für eine militärische Laufbahn, wurde Generaloberst und 1944 als Widerstandskämpfer hingerichtet. Nach dem Tod von Wilhelm Beck (1963) leitete bis 1988 sein einziger Sohn, Walter Beck die Rheinhütte.
Die Villa Beck ist heute eine Station der Route der Industriekultur Rhein-Main.